# Goodhue
Goodhue és una població dels Estats Units a l'estat de Minnesota. Segons el cens del 2000 tenia 778 habitants.

## Demografia
Segons el cens del 2000, Goodhue tenia 778 habitants, 293 habitatges, i 196 famílies. La densitat de població era de 330,1 habitants per km².
Dels 293 habitatges en un 35,5% hi vivien nens de menys de 18 anys, en un 58% hi vivien parelles casades, en un 6,1% dones solteres, i en un 32,8% no eren unitats familiars. En el 27,3% dels habitatges hi vivien persones soles el 13% de les quals corresponia a persones de 65 anys o més que vivien soles. El nombre mitjà de persones vivint en cada habitatge era de 2,66 i el nombre mitjà de persones que vivien en cada família era de 3,28.
Per edats la població es repartia de la següent manera: un 29,2% tenia menys de 18 anys, un 9,3% entre 18 i 24, un 29,4% entre 25 i 44, un 17,6% de 45 a 60 i un 14,5% 65 anys o més.
L'edat mediana era de 32 anys. Per cada 100 dones de 18 o més anys hi havia 104,1 homes.
La renda mediana per habitatge era de 43.250 $ i la renda mediana per família de 49.531 $. Els homes tenien una renda mediana de 32.031 $ mentre que les dones 21.765 $. La renda per capita de la població era de 15.873 $. Entorn de l'1% de les famílies i el 3,4% de la població estaven per davall del llindar de pobresa.

## Poblacions més properes
El següent diagrama mostra les poblacions més properes.